# Yksel Osmanovski
Yksel Osmanovski (Malmö, Suecia, 24 de febrero de 1977) es un exfutbolista sueco de ascendencia turca y macedonia. Llegó a jugar para la selección de fútbol de Suecia, convirtiéndose en el primer musulmán en jugar con la selección sueca.

## Clubes
| Club                 | País    | Año         | Partidos | Goles |
| Malmö FF             | Suecia  | 1995 - 1998 | 58       | 16    |
| AS Bari              | Italia  | 1998 - 2001 | 85       | 14    |
| Torino FC            | Italia  | 2001 - 2002 | 9        | 1     |
| FC Girondins Burdeos | Francia | 2002        | 7        | 0     |
| Torino FC            | Italia  | 2002 - 2003 | 13       | 0     |
| Malmö FF             | Suecia  | 2004 - 2007 | 45       | 5     |

- Datos: Q83817